# Beatriz Sheridan
Elizabeth Ann Sheridan Scarbrough, conocida como Beatriz Sheridan (Ciudad de México, 25 de junio de 1934-ibíd. 30 de abril de 2006), fue  una primera actriz y directora de televisión mexicana.

## Biografía

### Primeros años
Elizabeth Ann Sheridan Scarbrough nació el 25 de junio de 1934 en la Ciudad de México, México. De madre británica y padre mexicano. Tuvo 8 hermanos. 
Curso sus estudios de filosofía y letras en la Universidad de Misuri, en los Estados Unidos. De regreso a México, cursó estudios en el Mexico City College. Fue alumna destacada del célebre maestro de origen japonés Seki Sano, de quien incluso llegó a fungir como asistente en la dirección de algunos montajes teatrales.

### Teatro
A partir de 1959, y durante cuatro años, Sheridan participa como actriz y protagonista directa en las experiencias escénicas, también precursoras de la apertura del teatro mexicano actual. Trabajó con Alejandro Jodorowsky  en montajes como La lección, Penélope, La sonata de los espectros, Fando y Lis y La ópera del orden, entre otras.
Desde 1963, formó parte de numerosos elencos del teatro clásico mexicano. De sus obras destacan Las troyanas (1963), dirigida por José Solé Nájera, La moza de cántaro (1964), de José Luis Ibáñez, Los secuestrados de Altona (1965), de Rafael López Miarnau, Extraño interludio, de Xavier Rojas, Doce y una trece, de Juan José Gurrola, Mudarse por mejorarse (1966), de José Luis Ibáñez, Diálogo entre el amor y un viejo (1966), también de Ibáñez, Por Lucrecia, de Héctor Gómez, La noche de los asesinos (1967) de Juan José Gurrola, Un tranvía llamado deseo (1968) de Dimitro Sarrás y Ah, los días felices (1977) de, Manuel Montoro. En 1980 realiza la que probablemente sería su actuación más recordada en el teatro: Las amargas lágrimas de Petra von Kant, de R W Fassbinder, dirigida por Nancy Cárdenas. Por su impresionante interpretación, incluso la poetisa Pita Amor escribió para ella un ensayo titulado Las amargas lágrimas de Beatriz Sheridan.
Fue, además, precursora y realizadora de una modalidad que no frecuentan sino los muy buenos y dotados actores: la lectura en vivo de la poesía y la literatura. Para la lectura de sus poemas, Octavio Paz exigía sobre todos la presencia de Beatriz.

### Cine
Beatriz debutó en el cine en 1963 en la versión cinematográfica de Las troyanas, de Eurípides, dirigida por Sergio Véjar y al lado de Ofelia Guilmáin, Mercedes Pascual y otras grandes actrices. En 1965 participó en la cinta Tajimara, de Juan José Gurrola, con Pilar Pellicer y Claudio Obregón. En 1967 participó en la laureada cinta Pedro Páramo , de Carlos Velo, al lado de John Gavin e Ignacio López Tarso. En 1969 formó parte del elenco de Los recuerdos del porvenir, de Arturo Ripstein. En 1980 actuó en la cinta Misterio, de Marcela Fernández, por la que obtuvo el Premio Ariel de la Academia de Cine Mexicano en la categoría de Mejor co-actuación femenina.
Probablemente su trabajo cinematográfico más recordado lo realizó en Confidencias (1983), de Jaime Humberto Hermosillo, basada en la novela Pétalos perennes de Luis Zapata, y actuando al lado de María Rojo. Por esta actuación fue galardonada con el Premio Ariel en la categoría de Mejor actriz.
Su último trabajo cinematográfico lo realizó en la galardonada cinta Gaby, una Historia verdadera, de Luis Mandoki, protagonizada por Norma Aleandro y Liv Ullmann.

### Televisión
Beatriz Sheridan fue pionera de las telenovelas mexicanas. Participó en Senda prohibida primer melodrama producido en México. A partir de ese momento participó en numerosas producciones televisivas. De sus trabajos más destacados como actriz en televisión se encuentran La Constitución (1970), protagonizada por María Félix y en donde interpretó el personaje histórico de Carmen Serdán; La venganza (1977), al lado de Helena Rojo y Gabriel y Gabriela (1982), al lado de Ana Martín. Mención aparte merece su participación en las telenovelas Vivir un poco (1985), al lado de Angélica Aragón, Alondra (1995), con Ana Colchero y Gonzalo Vega y Amor real (2003), con Adela Noriega.
Su último trabajo como actriz lo realizó en la telenovela Contra viento y marea (2005), donde formó célebre mancuerna con la actriz Azela Robinson.

### Directora
En las últimas dos décadas de su vida, Beatriz Sheridan se destacó como directora de numerosos melodramas mexicanos. Fue la creadora de una técnica única en la televisión que marcó a una gran cantidad de actores mexicanos. Su primera oportunidad como directora se la brindó el afamado productor chileno Valentín Pimstein en la telenovela Vivir un poco, donde fungió como directora de diálogos. Su primer proyecto como directora fue en la telenovela Monte Calvario (1986), producida por Valentín Pimstein. Probablemente su trabajo más recordado como directora sea la célebre trilogía televisiva conocida como Trilogía de las Marías, protagonizada por la actriz y cantante Thalía: María Mercedes (1992), Marimar (1994) y María, la del barrio (1995). Estas telenovelas tuvieron un éxito enorme a nivel internacional al igual que su trabajo como directora de  La usurpadora  en (1998).

### Muerte
Beatriz Sheridan falleció el domingo 30 de abril de 2006 a las 4:00 de la madrugada en su departamento en la colonia San Miguel Chapultepec en México, D.F. a causa de un infarto a los 71 años de edad. Sus restos fueron cremados, la mitad de sus cenizas depositadas en un nicho en el Panteón Francés de San Joaquín y la otra fueron esparcidas en el Mar Caribe, frente a las playas de la isla de Cozumel, Quintana Roo, México, uno de los lugares favoritos de la actriz donde poseía una casa.

## Trayectoria

### Actriz
Cine
- Las troyanas (1963)
- Tajimara (1965)
- Pedro Páramo (1967)
- La otra ciudad (1967)
- Los recuerdos del porvenir (1969)
- Narda o el verano (1970)
- La mentira (1970)
- La generala (1970)
- Victoria (1972)
- La dama del alba (1975)
- Cananea (1980)
- Misterio (1980)
- Confidencias (1983)
- Historia de una mujer escandalosa (1984)
- Gaby, una Historia verdadera (1987)

Televisión
- Contra viento y marea (2005) – Carlota Zurita vda. de Rudell
- Amor real (2003) – Damiana García
- ¡Vivan los niños! (2002-2003) – Inspectora Severina Estudillo
- Carita de ángel (2000-2001) – Señora Directora Severina Estudillo
- Alondra (1995) – Loreto Díaz Vda. de Escobar
- Rosa salvaje (1987-1988) – La Campana
- Pobre señorita Limantour (1987) – Bernarda
- Vivir un poco (1985-1986) – Aura Merisa Obregón
- Un sólo corazón (1983-1984) – Pilar
- Gabriel y Gabriela (1982-1983) – Rita Rocafuerte de Reyes
- Nosotras las mujeres (1981) – Edna
- Muñeca rota (1978)
- La venganza (1977) – Carmen Santibáñez de Narváez
- Velo de novia (1971)
- Lucía Sombra (1971-1972) – Sara Calvert
- Las máscaras (1971)
- La Constitución (1970) – Carmen Serdán
- Secreto de confesión (1965) – Carmela
- Puente de cristal (1965) – Catalina
- Senda prohibida (1958)

### Directora de escena
- La intrusa (2001)
- Carita de ángel (2000/01) Primera parte
- Rosalinda (1999)
- Más allá de... La usurpadora (1998)
- La usurpadora (1998)
- Esmeralda (1997) Primera parte
- María la del barrio (1995/96)
- María José (1995) Primera parte
- Marimar (1994)
- María Mercedes (1992)
- Mi pequeña Soledad (1990)
- Simplemente María (1989/90) Primera parte
- Rosa salvaje (1987)
- La indomable (1987)
- Monte Calvario (1986)
- Vivir un poco (1985) Segunda parte

## Premios y nominaciones

### Premios TVyNovelas
| Año  | Categoría     | Telenovela    | Resultado |
| ---- | ------------- | ------------- | --------- |
| 1986 | Mejor villana | Vivir un poco | Nominada  |

### Premios Eres
| Año  | Categoría                 | Telenovela         | Resultado |
| ---- | ------------------------- | ------------------ | --------- |
| 1991 | Mejor dirección de escena | Mi pequeña Soledad | Nominada  |

### Premios ACE 1993
| Categoría       | Nominado(a)    | Resultado |
| --------------- | -------------- | --------- |
| Mejor dirección | Maria Mercedes | Ganadora  |

### Premios ACE 1995
| Categoría       | Telenovela | Resultado |
| --------------- | ---------- | --------- |
| Mejor dirección | Marimar    | Ganadora  |

### Califa de Oro
| Año  | Categoría            | Telenovela | Resultado |
| ---- | -------------------- | ---------- | --------- |
| 2003 | Mejor primera actriz | Amor real  | Ganadora  |